# Hugo Engl

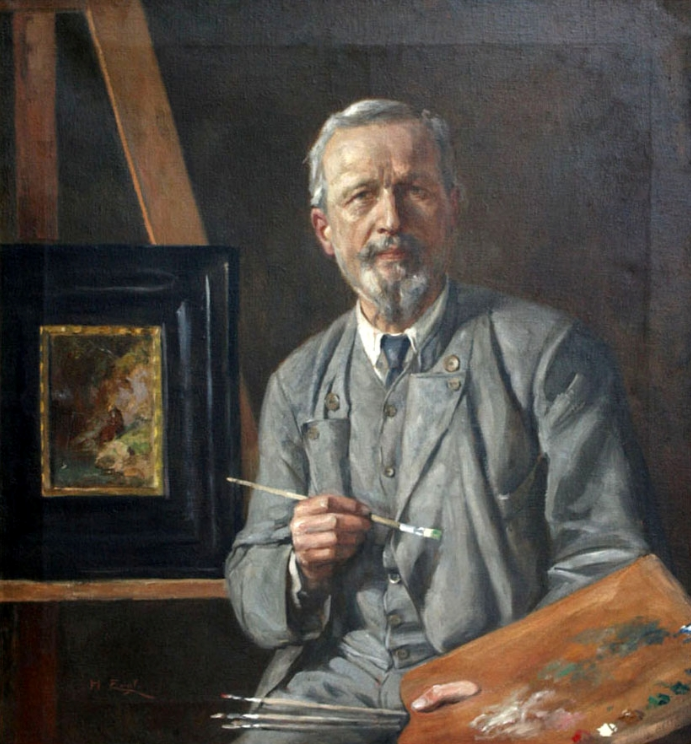
Selbstporträt (1901)

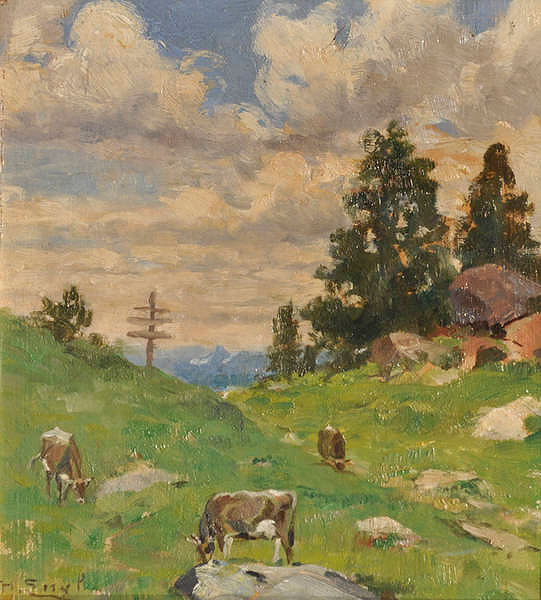
Almlandschaft mit Kühen (1913)

Hugo Engl (* 17. November 1852 in Lienz, Kaisertum Österreich; † 24. November 1926 in Silz, Tirol) war ein österreichischer Landschafts- und Genremaler sowie Illustrator.
Hugo Engl war ursprünglich Jäger und Forstmann. Er studierte ab 1869 Malerei, zunächst in der Vorbereitungsklasse an der Kunstgewerbeschule und ab 1870 an der Münchner Königlichen Akademie der Bildenden Künste bei Wilhelm von Diez und Franz Defregger.
Engl beschäftigte sich hauptsächlich mit der Landschafts-, Jagd- und Genremalerei, war aber auch als Illustrator tätig.
Engl war erster Lehrer von Albin Egger-Lienz, der später Malerei an der Akademie der Bildenden Künste München bei Karl Raupp, Gabriel von Hackl und Wilhelm von Lindenschmit d. J. studierte.